# ستيف تالي
ستيف «ستيفي» تاللي (بالإنجليزية: Steve Talley)‏ ممثل أمريكي ولد في 12 أغسطس 1981 في إنديانابوليس، إنديانا في الولايات المتحدة.
من أبرز أدواره دوايت ستيفلر في الفطيرة الأمريكية 5: الميل العاري والفطيرة الأمريكية:منزل بيتا كما أنه معروف في دوره برايس في المسلسل التليفزيوني Summerland.
ألتحق ستيف في المدرسة الثانوية في افون في الفترة من 1995 - 1999. وكان عضوا نشيطا في نادي الدراما وشارك في مسرحيه «وراثة الريح» من إخراج لوري كوريك في أثناء عامه الدراسي الثاني.
ستيف متزوج من لينسى تاللي وله منها أبنة تدعى جوليا.

## وصلات خارجية
- ستيف تالي على موقع IMDb (الإنجليزية)
- ستيف تالي على موقع روتن توميتوز (الإنجليزية)
- ستيف تالي على موقع قاعدة بيانات الأفلام العربية
- ستيف تالي على موقع ألو سيني (الفرنسية)
- ستيف تالي على موقع أول موفي (الإنجليزية)
- ستيف تالي على موقع أول موفي (الإنجليزية)
- ستيف تالي على موقع قاعدة بيانات الفيلم (الإنجليزية)
- ستيف تالي على موقع ليتربوكسد (الإنجليزية)
- ستيف تالي على موقع كينوبويسك (الروسية)

صفحته على imdb